# Сусаки, Юи
Юи Сусаки (яп.  須崎 優衣 Сусаки Юи, род. 30 июня 1999 года) — японская спортсменка, борец вольного стиля, олимпийская чемпионка 2020 года, бронзовый призёр летних Олимпийских игр 2024 года, четырёхкратная чемпионка мира (2017, 2018, 2022 и 2023) и чемпионка Азии.

## Биография
Родилась в 1999 году. В 2014—2016 годах становилась чемпионкой мира среди кадетов. В 2017 году стала победительницей Гран-При Ивана Ярыгина, в том же году стала чемпионкой Азии и мира в весовой категории до 48 кг.
С 2010 года проиграла только три схватки Юки Ириэ в 2015, 2017 и 2019 годах.

## Спортивные результаты

### ЧМ 2017
На чемпионате мира 2017 года в финале победила румынку Алину Вук.
На летних Олимпийских играх 2024 года в Париже, в весовой категории до 50 кг стала обладательницей бронзовой медали. В схватке за третье место поборола украинскую спортсменку Оксану Ливач.